# Tartar (Suiza)
Tartar es una antigua comuna y localidad suiza del cantón de los Grisones, situada en la región de Viamala, actualmente parte de la comuna de Cazis. Limitaba al norte con la comuna de Präz, al este con Cazis, al sur con Masein y Portein, y al oeste con Sarn.
Desde el 1 de enero de 2010 Tartar pertenece junto con Cazis, Präz, Sarn y Portein a la nueva comuna de Cazis.

## Ciudades hermanadas
- Muttenz (apadrinamiento)